# Incursione di Żejtun
L'incursione di Żejtun detto anche "L'ultimo attacco" (in maltese: L-aħħar ħbit) fu l'ultimo degli attacchi di peso mossi dall'Impero ottomano all'isola di Malta, all'epoca governata dai Cavalieri di Malta. L'attacco ebbe luogo nel luglio del 1614 quando una serie di razziatori saccheggiarono il villaggio di Żejtun e l'area circostante prima di essere respinti dalle navi dell'Ordine con il supporto degli abitanti dei villaggi locali.

## Antefatto
Gli ottomani dapprima tentarono di prendere Malta quando nel 1551 saccheggiarono Gozo, ma non furono in grado di conquistare direttamente Malta. Nel 1565 fecero un secondo tentativo noto col nome di Grande assedio di Malta, ma vennero respinti dopo quattro mesi di combattimenti. Gli ottomani rimasero lontani da malta dopo la successiva Battaglia di Lepanto, ma ripresero le loro incursioni nel Mediterraneo centrale alla fine del secolo. Nel 1598, 40 vascelli ottomani vennero avvistati a Capo Passero, in Sicilia, attivando l'allarme generale a Malta. Simili emergenze si verificarono nuovamente nel 1603 e nel 1610. Per questo l'ordine si preparò adeguatamente per contrastare eventuali attacchi: la cittadella di Gozo venne ricostruita, i rifornimenti d'acqua a La Valletta vennero assicurati tramite la costruzione dell'Acquedotto Wignacourt ed iniziò la costruzione di torri di guardia costiere.

## L'attacco
Due ore prima dell'alba del 6 luglio 1614, una considerevole forza di sessanta navi (tra cui 52 galee) al comando di Damat Halil Pascià tentarono di sbarcare nella baia di Marsa Scirocco, ma vennero respinte dal fuoco d'artiglieria proveniente dalla nuova Torre di San Luciano. Gli ottomani ancorarono quindi alla baia di San Tommaso sempre presso Marsascala, dove riuscirono a sbarcare circa 5000-6000 uomini senza opposizioni.
Gruppi di ottomani iniziarono ad attaccare la Torre di San Luciano, mentre il resto delle forze si diede a saccheggiare il villaggio di Żejtun, che era stato abbandonato dai suoi abitanti dopo la notizia dell'attacco. Gli ottomani bruciarono le fattorie ed i campi dell'area, danneggiarono l'antica chiesa di Santa Caterina (attuale chiesa di San Gregorio). L'attacco è indicato con una targa commemorativa ancora oggi proprio sull'altare della chiesa medesima che riporta le parole:
Saputo dell'attacco, l'Ordine inviò un reggimento di cavalleria per attaccare gli invasori, ma questi vennero respinti dagli ottomani. Nel frattempo una forza di milizia di 6000-8000 uomini iniziò ad assembrarsi e combatté contro gli ottomani per diversi giorni. Gli ottomani decisero di far ritorno alle loro imbarcazioni il 12 luglio e quindi salparono alla volta della baia di Melleha per poi ripiegare verso Tripoli per una spedizione punitiva contro gli insorgenti locali. La flotta quindi si dedicò a sopprimere una rivolta greca nel Peloponneso meridionale e tornò a Costantinopoli nel novembre del 1614.

## Conseguenze
L'attacco confermò la necessità di una serie di torri di guardia costiere e la costruzione di una torre difensiva presso la baia di San Tommaso, provvedimenti che vennero approvati l'11 luglio 1614. La nuova torre, ad ogni modo, non poteva essere messa in comunicazione diretta con la Torre di San Luciano. In caso di attacco o sbarco delle forze nemiche in ciascuna delle due baie, dovevano essere create delle stazioni di segnalazione intermedie.
Dopo l'attacco, l'Ordine aggiunse una cupola e due transetti alla quattrocentesca chiesa parrocchiale di Santa Caterina nel villaggio colpito. Il ritrovamento nei secoli di un gran numero di ossa umane in passaggi segreti interni a questa chiesa, ha collegato la collegiata agli eventi descritti nell'attacco.
Nel 1658, il comandante del contingente di Żejtun, Clemente Tabone, costruì una cappella dedicata a San Clemente per commemorare la liberazione dall'attacco. La cappella si ha ragione di credere che sia stata eretta sui luoghi dell'attacco.

## Galleria d'immagini

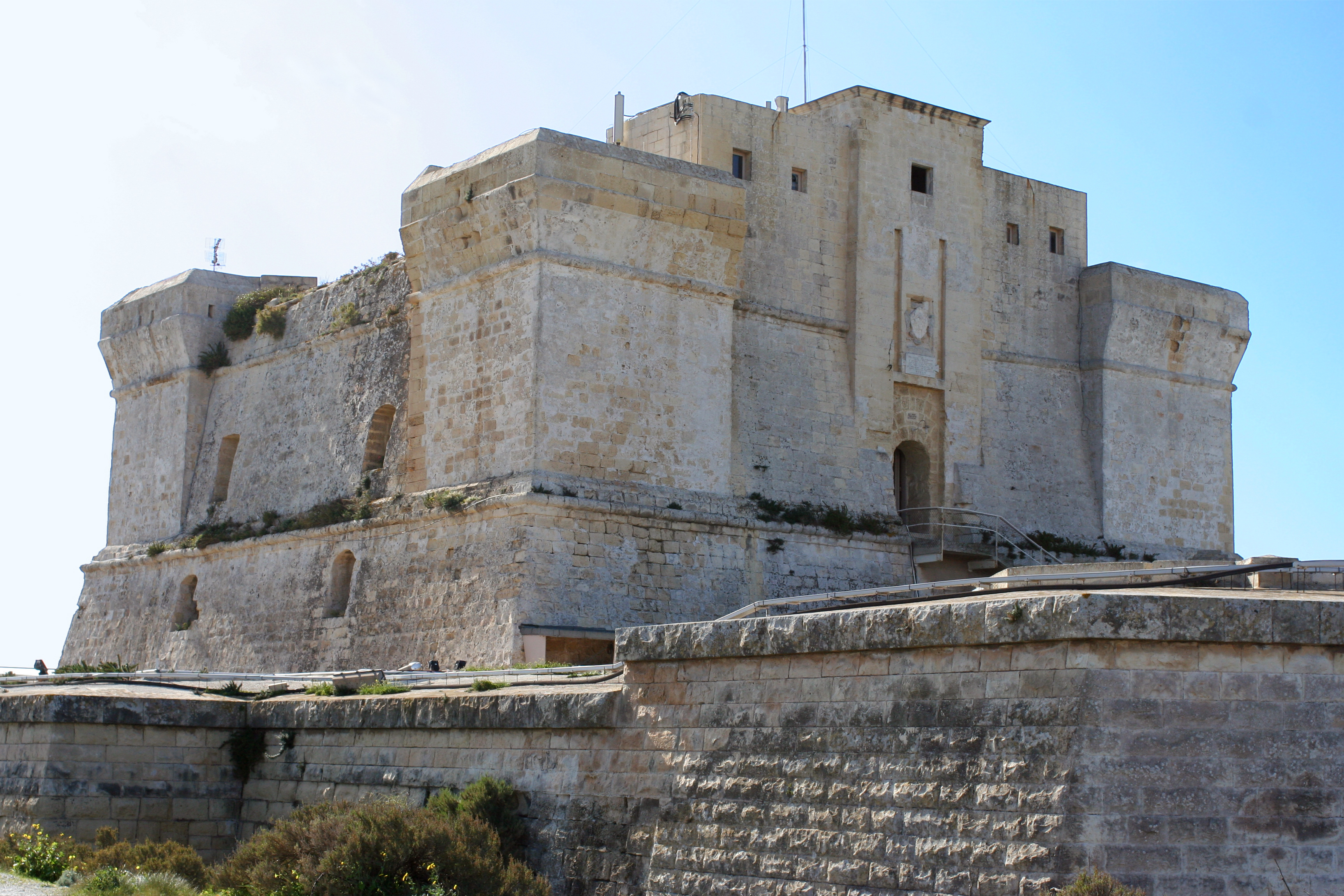
La torre di San Luciano, che impedì agli ottomani di sbarcare presso la baia di Marsa Scirocco
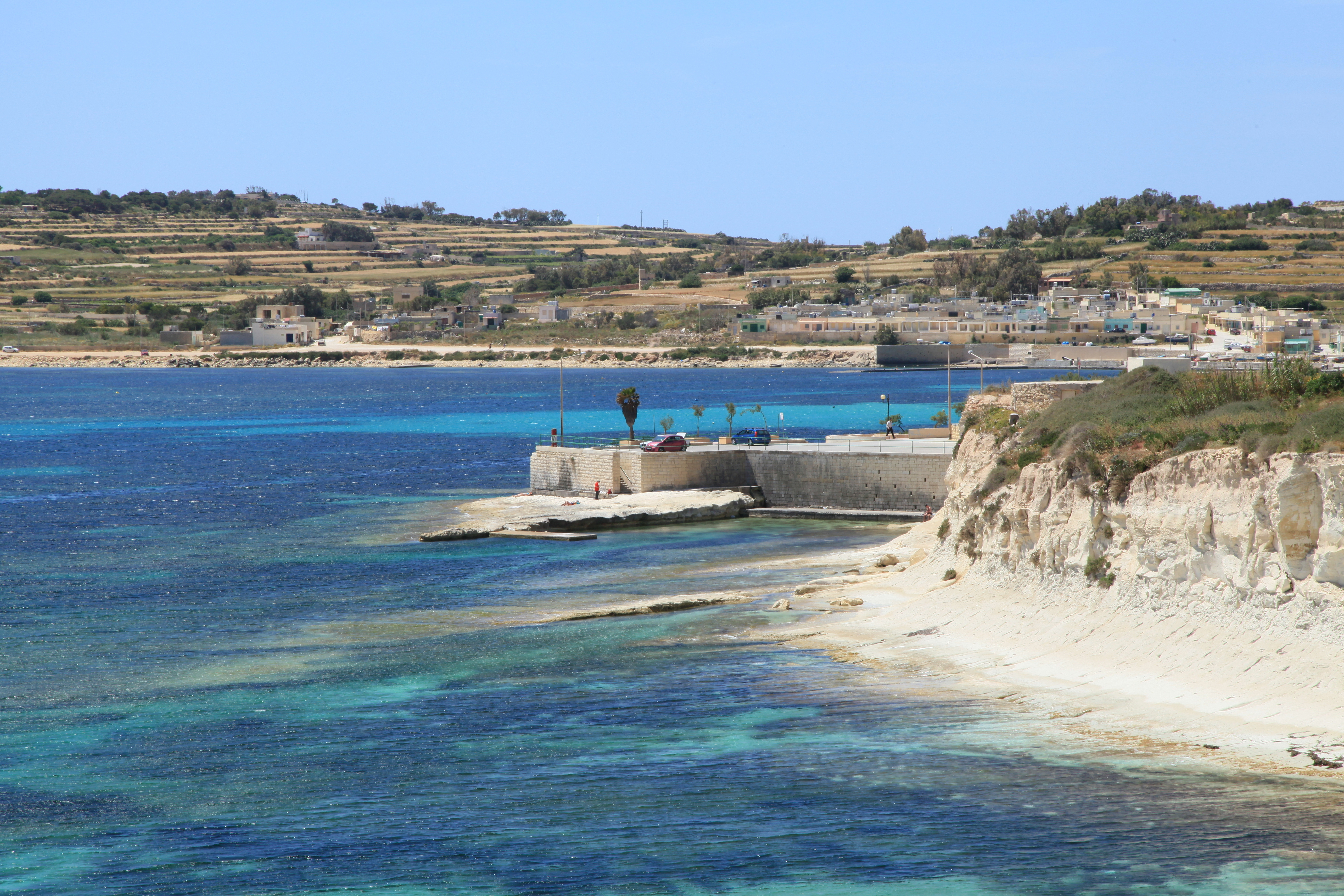
La baia di San Tommaso, dove gli ottomani sbarcarono
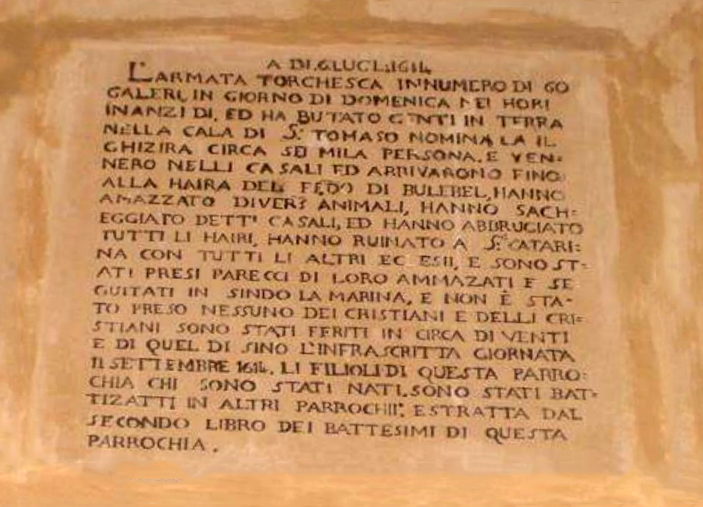
Placca commemorativa dell'incursione presso l'attuale chiesa di San Gregorio
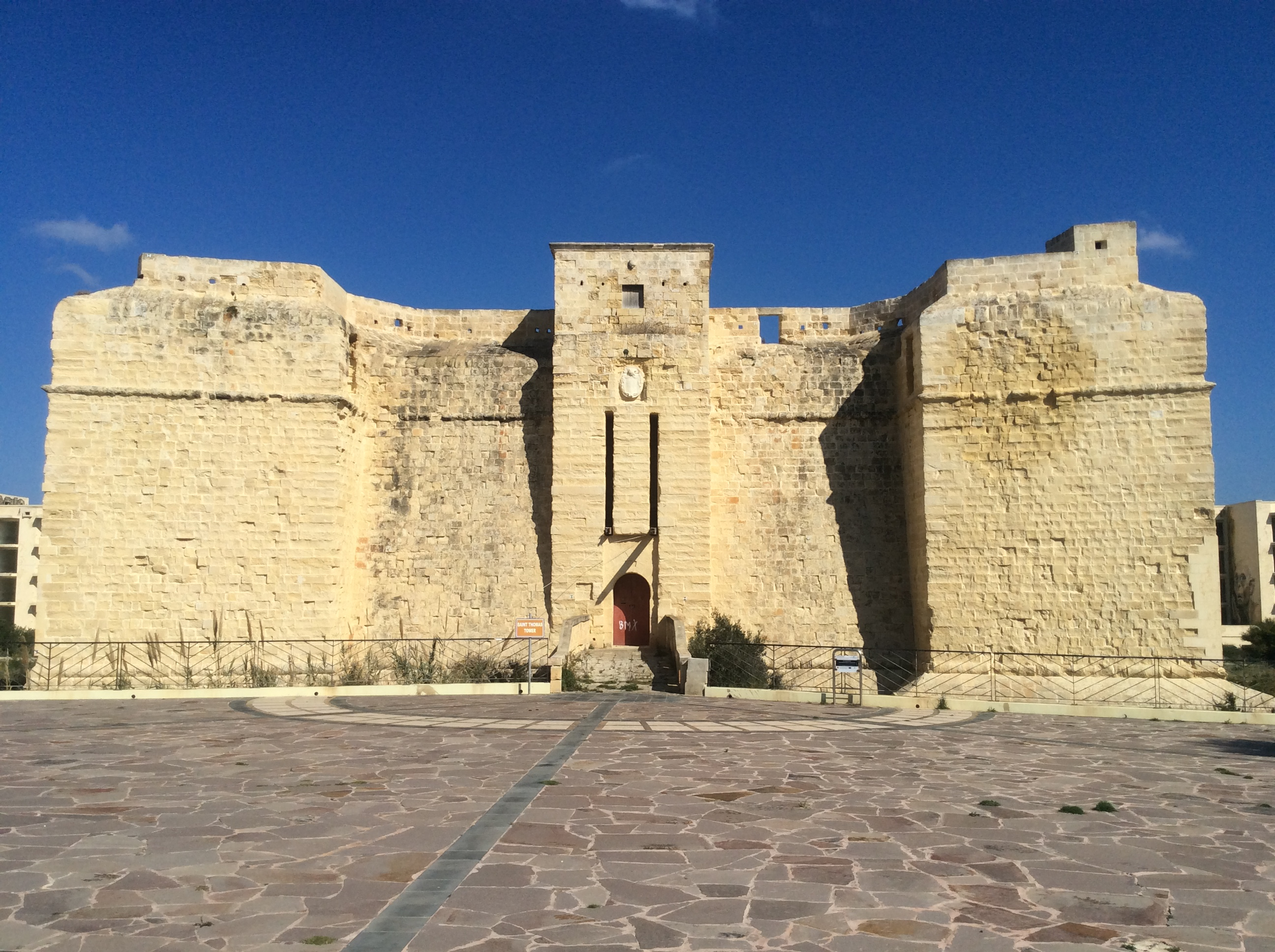
La torre di San Tommaso, costruita poco dopo l'attacco per proteggere la baia di San Tommaso
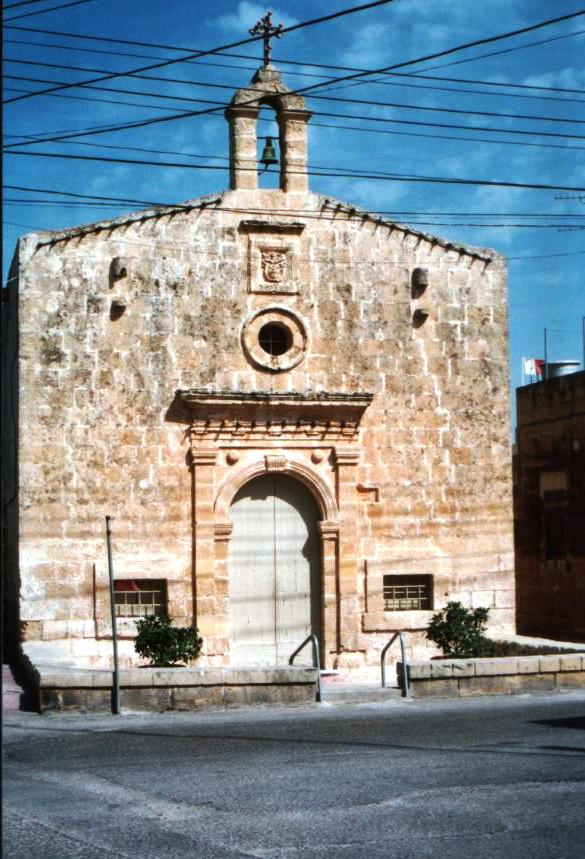
La cappella di San Clemente, costruita nel 1658 per commemorare la liberazione dall'attacco turco